# Cionidae
Cionidae zijn een familie van zakpijpen (Ascidiacea) uit de orde van de Phlebobranchia.

## Geslachten
- Araneum Monniot C. & Monniot F., 1973
- Ciona Fleming, 1822
- Tantillulum Monniot C. & Monniot F., 1984